# Сен-Ком-дю-Мон
Сен-Ком-дю-Мон (фр. Saint-Côme-du-Mont) — колишній муніципалітет у Франції, у регіоні Нормандія, департамент Манш. Населення — 546 осіб (2011).
Муніципалітет був розташований на відстані близько 270 км на захід від Парижа, 70 км на захід від Кана, 28 км на північний захід від Сен-Ло.

## Історія
До 2015 року муніципалітет перебував у складі регіону Нижня Нормандія. Від 1 січня 2016 року належав до нового об'єднаного регіону Нормандія.
1 січня 2016 року Сен-Ком-дю-Мон, Анговіль-о-Плен, Карантан i Уевіль було об'єднано в новий муніципалітет Карантан-ле-Маре.

## Демографія
Динаміка населення (INSEE ):
Розподіл населення за віком та статтю (2006):
| Стать | Всього | До 15 років | 15-24 | 25-44 | 45-64 | 65-85 | Понад 85 |
| --- | ------ | ----------- | ----- | ----- | ----- | ----- | -------- |
| Чоловіки | 268    | 52          | 36    | 80    | 56    | 44    | 0        |
| Жінки | 232    | 48          | 12    | 60    | 60    | 48    | 4        |
| \| Статево-вікова піраміда \| Статево-вікова піраміда \| Статево-вікова піраміда \| \| ----------------------- \| ----------------------- \| ----------------------- \| \| Чоловіки \| Вік \| Жінки \| \| 0 \| 85 + \| 4 \| \| 12 \| 80-84 \| 12 \| \| 16 \| 75-79 \| 12 \| \| 12 \| 70-74 \| 12 \| \| 4 \| 65-69 \| 12 \| \| 4 \| 60-64 \| 8 \| \| 20 \| 55-59 \| 20 \| \| 12 \| 50-54 \| 16 \| \| 20 \| 45-49 \| 16 \| \| 40 \| 40-44 \| 16 \| \| 12 \| 35-39 \| 20 \| \| 16 \| 30-34 \| 16 \| \| 12 \| 25-29 \| 8 \| \| 8 \| 20-24 \| 4 \| \| 28 \| 15-20 \| 8 \| \| 28 \| 10-14 \| 20 \| \| 20 \| 5-9 \| 12 \| \| 4 \| 0-4 \| 16 \| |        |             |       |       |       |       |          |
| Статево-вікова піраміда |        |             |       |       |       |       |          |
| Чоловіки | Вік    | Жінки       |       |       |       |       |          |
| 0 | 85 +   | 4           |       |       |       |       |          |
| 12 | 80-84  | 12          |       |       |       |       |          |
| 16 | 75-79  | 12          |       |       |       |       |          |
| 12 | 70-74  | 12          |       |       |       |       |          |
| 4 | 65-69  | 12          |       |       |       |       |          |
| 4 | 60-64  | 8           |       |       |       |       |          |
| 20 | 55-59  | 20          |       |       |       |       |          |
| 12 | 50-54  | 16          |       |       |       |       |          |
| 20 | 45-49  | 16          |       |       |       |       |          |
| 40 | 40-44  | 16          |       |       |       |       |          |
| 12 | 35-39  | 20          |       |       |       |       |          |
| 16 | 30-34  | 16          |       |       |       |       |          |
| 12 | 25-29  | 8           |       |       |       |       |          |
| 8 | 20-24  | 4           |       |       |       |       |          |
| 28 | 15-20  | 8           |       |       |       |       |          |
| 28 | 10-14  | 20          |       |       |       |       |          |
| 20 | 5-9    | 12          |       |       |       |       |          |
| 4 | 0-4    | 16          |       |       |       |       |          |

## Економіка
2010 року серед 343 осіб працездатного віку (15—64 років) 253 були активними, 90 — неактивними (показник активності 73,8%, у 1999 році було 74,4%). З 253 активних мешканців працювало 229 осіб (118 чоловіків та 111 жінок), безробітними було 24 (15 чоловіків та 9 жінок). Серед 90 неактивних 37 осіб було учнями чи студентами, 34 — пенсіонерами, 19 були неактивними з інших причин.

У 2010 році в муніципалітеті числилось 211 оподаткованих домогосподарств, у яких проживали 540,5 особи, медіана доходів виносила 17 062 євро на одного особоспоживача